# Банковица
Ба̀нковица е пропастна понорна пещера до с. Карлуково, община Луковит, област Ловеч.
Част е от природната забележителност „Карлуковски карстов комплекс“, която включва и пещерите Темната дупка, Проходна, Свирчовица и Хайдушката пещера. Влизане в Банковица се разрешава само с цел провеждане на мониторинг, научни изследвания и организирани спелеоложки проучвания.

## Местоположение
Намира се на 1,5 км североизточо от с. Карлуково в местността Пладнището, в западния край на сухия дол „Баран“, по който при снеготопене и обилни валежи протичат води, падащи долу като 17-метров водопад. На 500 м източно е пещерата Проходна, а на 300 м северно е Свирчовица.

## Характеристика
Банковица е пропастна пещера, смесен тип (диаклаза и брахиклаза), разклонена, развита на няколко нива, с водни и сухи части. Образувана в горнокредни (кампанмастрихтски) варовици, изграждащи мантията на Габарешка синклинала (на запад от р. Искър), която източно от р. Искър прехожда в Карлуковската синклинала. Карстообразуващите процеси са протекли по пукнатините на разлома, преминаващ северно от пещерата с посока изток–запад.
Пещерата е действаща, с обилно капеща вода, локви, езера и отделни водни потоци. Подовете на галериите са покрити с големи глинени наноси, примесени с чакъли и валуни.
Обитава от редица троглофилни и троглобиотни видове (33 известни), прилепи, паяци, мокрици и стоножки.

## Проучване и описание
Първоначално пещерата е била изследвана от членове на първото българско пещерно дружество. До 1959 г. са били познати само входният отвес и галерията, водеща до кален сифон. През 1959 г. група в състав Таню Мичев, Никола Корчев, Петър Берон и Димитър Иланджиев го преминава и осъществява първото проучване и картиране на новооткритите части. Откриването на нови части и картирането им продължава.
Отворът на Банковица е с размер 24 х 12 м. От най-високата му точка до дъното е 29,30 м (южната страна), а от най-ниската – 17,5 м. След първоначалния отвес (3 малки прагчета и 15 м отвес) се попада на дъното на огромния кладенец, от което тръгва леко наклонена галерия, достигаща до кално стеснение. С кратко пролазване се влиза в първата зала на пещерата. От тази зала вляво и нагоре е пътя към втората вече огромна зала с малко езеро в началото. За да се слезе в нея се ползва 10-метрово въже. Следва поредица от други подобни зали с огромни размери. Върви се в най-ниската им част (по пътя на водата) и се излиза на следващото отвесно прагче от 6 метра, което отново се слиза с помощта на въже. Продължението е над недълбока дупка срещу преминатото прагче, върви се нагоре по стръмна кална пързалка до достигането на следващата зала, от края и има слизане по големи камъни до мокро и кално стеснение, като след преминаването му се продължава нагоре по калните траншеи и се достига следващата зала, в десния край на която се намира отвор с форма отвесен и тесен кладенец. През него с помощта на 50 метра въже се слиза до долното водно ниво на пещерата.